# The Wolverine (film)
The Wolverine er en amerikansk superheltefilm fra 2013 med Marvel Comics karakteren Wolverine. Den er den sjette i X-Men film-serien og følger begivenhederne i X-Men: The Last Stand (2006). Hugh Jackman ses i sin rolle fra tidligere film som Wolverine. Manuskriptet er skrevet af Christopher McQuarrie, Scott Frank, og Mark Bomback, baseret på 1982 et begrænset udgave i serien Wolverine af Chris Claremont og Frank Miller.
The Wolverine havde premiere den 25 juli 2013 i Danmark

## Handling
Efter begivenhederne i X-Men: The Last Stand, rejser Logan (Hugh Jackman) til Japan, hvor han møder en mystisk figur fra fortiden, og Logan opdager, at han aldrig vil blive den samme igen, hvis han overlever denne kamp. Han vil blive presset, ikke kun fysisk og mentalt, men han føler sig også for første gang sårbar, da han står over for et dødeligt samurai sværd.

## Medvirkende
- Hugh Jackman som Logan / Wolverine
- Tao Okamoto som Mariko Yashida
- Will Yun Lee som Kenuichio Harada / Silver Samurai
- Svetlana Khodchenkova som Viper
- Rila Fukushima som Yukio
- Hiroyuki Sanada som Shingen Yashida
- Hal Yamanouchi som Yashida
- Ken Yamamura som unge Yashida
- Brian Tee som Noburo Mori
- Naoya Ogawa som ukjent rolle
- Famke Janssen som Jean Grey